# Babyloniënbroek
Babyloniënbroek est un village néerlandais de 398 habitants (2006), situé dans la commune d'Altena dans la province du Brabant-Septentrional.